# Vladimír Červenka
Vladimír Červenka (24. listopadu 1881 Příbor – 9. nebo 16. prosince 1960 Liberec), byl český a československý politik, meziválečný generální tajemník Československé strany lidové, za kterou byl po válce poslancem Prozatímního Národního shromáždění.

## Biografie
Absolvoval gymnázium v Kroměříži, pak získal právnické vzdělání (právnická fakulta české univerzity v Praze) a pracoval v advokátní kanceláři. Už během studií se začal angažovat v katolickém politickém táboře a ve věku 25 let se stal tajemníkem člen moravské katolické strany národní v Brně. Byl aktivní i v katolické tělovýchově (byl prvním starostou olomouckého Orla), působil v školské komisi Matice Cyrilometodějské, spoluzakládal stavební družstva a podílel se na vydávání oficiálního listu katolicko národní strany Hlas. Působil rovněž v hospodářských korporacích. Byl místopředsedou Českoslovanské záložny, viceprezidentem Reeskontního a lombardního ústavu v Praze a předsedou bytového družstva Úspora. Po roce 1918 se angažoval v Československé straně lidové. V listopadu 1918 byl jmenován tajemníkem klubu poslanců a senátorů lidové strany a od roku 1925 navíc zastával post generálního tajemníka při ústředním výboru ČSL. V těchto funkcích setrval až do roku 1946 (s výjimkou období německé okupace). Zajišťoval organizační a technickou práci strany. Za války byl vyslýchán gestapem.
V roce 1945 se vrátil jako jeden z mála členů předválečného vedení strany na post generálního tajemníka ČSL. V letech 1945–1946 byl poslancem Prozatímního Národního shromáždění za lidovce. V parlamentu zasedal do parlamentních voleb v roce 1946. V roce 1946 byl terčem kampaně ohledně údajných hospodářských machinací v sekretariátu strany. Odešel pak z aktivní politiky.
V roce 1948 mu Alois Petr, představitel levicové frakce ČSL loajální ke komunistickému režimu po únoru 1948, nabízel návrat do funkce tajemníka, ale Červenka odmítl. V roce 1952 byl nuceně vystěhován s manželkou do pohraničí a musel pracovat v továrně.
Zemřel v roce 1960 v Liberci. Jeho otcem byl katolický organizátor Leopold Červenka.